# Президентские выборы в Гане (1992)
Президентские выборы в Гане проходили 3 ноября 1992 года. В результате выборов Джерри Ролингс от Прогрессивного альянса одержал победу уже в первом туре, получив 58,4% голосов. Явка составила 50,2 %.

## Результаты
| Кандидат                            | Партия                              | Голоса    | %    |
| ----------------------------------- | ----------------------------------- | --------- | ---- |
| Джерри Ролингс                      | Прогрессивный альянс*               | 2 323 135 | 58,4 |
| Алберт Аду Боахен                   | Новая патриотическая партия         | 1 204 764 | 30,3 |
| Хилла Лиманн                        | Национальная народная партия        | 266 710   | 6,7  |
| Квабена Дарко                       | Партия национальной независимости   | 113 629   | 2,9  |
| Эммануэль Эрскин                    | Партия народного наследия           | 69 827    | 1,8  |
| Недействительных/пустых бюллетеней  | Недействительных/пустых бюллетеней  | 149 811   | –    |
| Всего                               | Всего                               | 4 127 876 | 100  |
| Зарегистрированных избирателей/Явка | Зарегистрированных избирателей/Явка | 8 229 902 | 50,2 |
| Источник: Nohlen et al.             |                                     |           |      |

* Прогрессивный альянс был коалицией следующих партий: Национального Демократического Конгресса, Партии национального конвента и партии «Каждый ганец живёт всюду».